# ایزومتپتن
ایزومتپتن (انگلیسی: Isometheptene) یک آمین سمپاتومیمتیک است که گاهی در درمان میگرن و سردردهای تنشی به دلیل خاصیت منقبض کننده عروق به کار می‌رود؛ یعنی باعث انقباض رگ‌های خونی (شریان‌ها و سیاهرگ‌ها) می‌شود. این ماده همراه با پاراستامول و دی‌کلرالفنازون، یکی از ترکیبات آمیدرین است.